# Rogas ecuadoriensis
Rogas ecuadoriensis är en stekelart som först beskrevs av Charles Thomas Brues 1926.  Rogas ecuadoriensis ingår i släktet Rogas och familjen bracksteklar. Inga underarter finns listade i Catalogue of Life.